# Eucharius Cervicornus
Eucharius Cervicornus, conosciuto anche come Eucharius Hintzhorn (Colonia (Germania), 1516 – 1547), è stato un tipografo tedesco, attivo tra il 1516 e il 1544..

## Biografia
Nacque e crebbe a Colonia, in Germania. Nel 1513 iniziò a frequentare l'Università di Colonia.
Nel 1547 fondò la prima tipografia a Coblenza, dove stampò solo il Missale Trevirense.
Dal 1520 collaborò con lo stampatore Herr Fuchs (attivo dal 1520 al 1541) e dal 1521 con l'editore Gottfried Hittorp.
Dopo la morte di Cervicornus, l'azienda di Colonia passò successivamente al figlio e al nipote. Gottfried Cervicornus Sr. lavorò dal 1550 circa, mentre Gottfried Cervicornus Jr. è documentato dal 1561.

## Opere
Cervicornus fu autore di numerosi libri notevoli:
- In spiritualibus uicarii responsiones duae (Impressum Coloniae)

- Decisiones causarum tam Rotae Florentinae